# Flughafen Atarot

i8
i11
i13
Der Flughafen Atarot (auch Flughafen Qalandia, Kalandia Airport oder Jerusalem Airport genannt) bediente von 1920 bis 2001 die Stadt Jerusalem. Er liegt nördlich der Stadt auf dem Weg nach Ramallah beim Dorf Qalandia und ist ein Teil des 1967 von Israel annektierten Ostens der Stadt.

## Geschichte
Der Flughafen wurde nach einer benachbarten früheren jüdischen Siedlung benannt, die 1914 errichtet wurde und die ihrerseits nach dem in der Gegend gelegenen gleichnamigen biblischen Ort benannt worden war (Jos 16,2 ). Die Siedlung Atarot wurde 1948 im Palästinakrieg durch die Arabische Legion erobert. Vor Errichtung des Flughafens Ben Gurion in Lod war der von den Briten erbaute Flughafen der einzige Palästinas. Unter jordanischer Verwaltung war er von 1948 bis 1967 der internationale Flughafen für Ostjerusalem, mit der Übernahme durch die Israelis wurde er zu deren reinem Inlandsflughafen. Der Flughafen hat bis zur zweiten Intifada Inlandsflüge nach Eilat und Haifa bedient. Bei Streiks am Flughafen Tel Aviv wurden auch andere Flugzeuge hierher umgeleitet. Mit Beginn der zweiten Intifada musste er geschlossen werden, weil er von palästinensischem Siedlungsgebieten umgeben ist. Es bestand die Gefahr, dass israelische Zivilflugzeuge von diesen Dörfern aus beschossen werden könnten. Zudem ist die Landebahn in Reichweite von Steinwürfen.
Bis heute ist der Flughafen verwaist und dessen Zukunft ungewiss. Die Palästinenser beanspruchen den Flughafen als das zukünftige Tor zur Welt für das von ihnen beanspruchte Ostjerusalem. Der Flughafen wird mit zwei unterschiedlichen ICAO-Codes identifiziert, wobei LL für einen Flughafen in Israel und OJ für einen Flughafen in Jordanien steht. 
Gleich südlich des Flughafens erstreckt sich das große Industriegebiet Atarot. Im Norden riegelt der israelische Sicherheitszaun das Gelände gen Ramallah ab. Im Osten, auf Höhe der Landebahn, befindet sich der Übergang Kalandia, daneben liegen das große palästinensische Flüchtlingslager Kalandia, das Dorf Kafr Aqab und die Stadt Al-Ram. Auf dem östlichen Teil der Landebahn wurden inzwischen Bus-Haltestellen und -parkplätze eingerichtet.
Seit 2021 gibt es offizielle Pläne, anstelle des Flughafens eine neue israelische Siedlung mit 9.000 Wohneinheiten zu errichten, eine ganze Stadt ohne Verbindung zu einer bestehenden Siedlung, komplett umgeben von palästinensischen Wohngebieten. Damit würde das Gebiet um Ramallah komplett von Ost-Jerusalem abgetrennt. Details bei der Vorstellung des Projekts am 6. Dezember 2021 lassen darauf schließen, dass hier ultraorthodoxe Juden angesiedelt werden sollen. Vorerst wurde die Entscheidung über diesen politisch brisanten Plan vertagt, offiziell um eine Umweltverträglichkeitsprüfung abzuwarten.

## Zwischenfälle
- Am 15. Juni 1959 wurde eine Curtiss C-46 Commando der Jordan International Airlines (Luftfahrzeugkennzeichen JY-...) bei einem Linienflug mit Passagieren am Flughafen Jerusalem-Atarot beschädigt. Nähere Einzelheiten sind derzeit nicht verfügbar. Alle Insassen, Besatzungsmitglieder und Passagiere, überlebten den Unfall. Die beschädigte Maschine wurde anschließend zum Verkauf angeboten.[4]

## Galerie

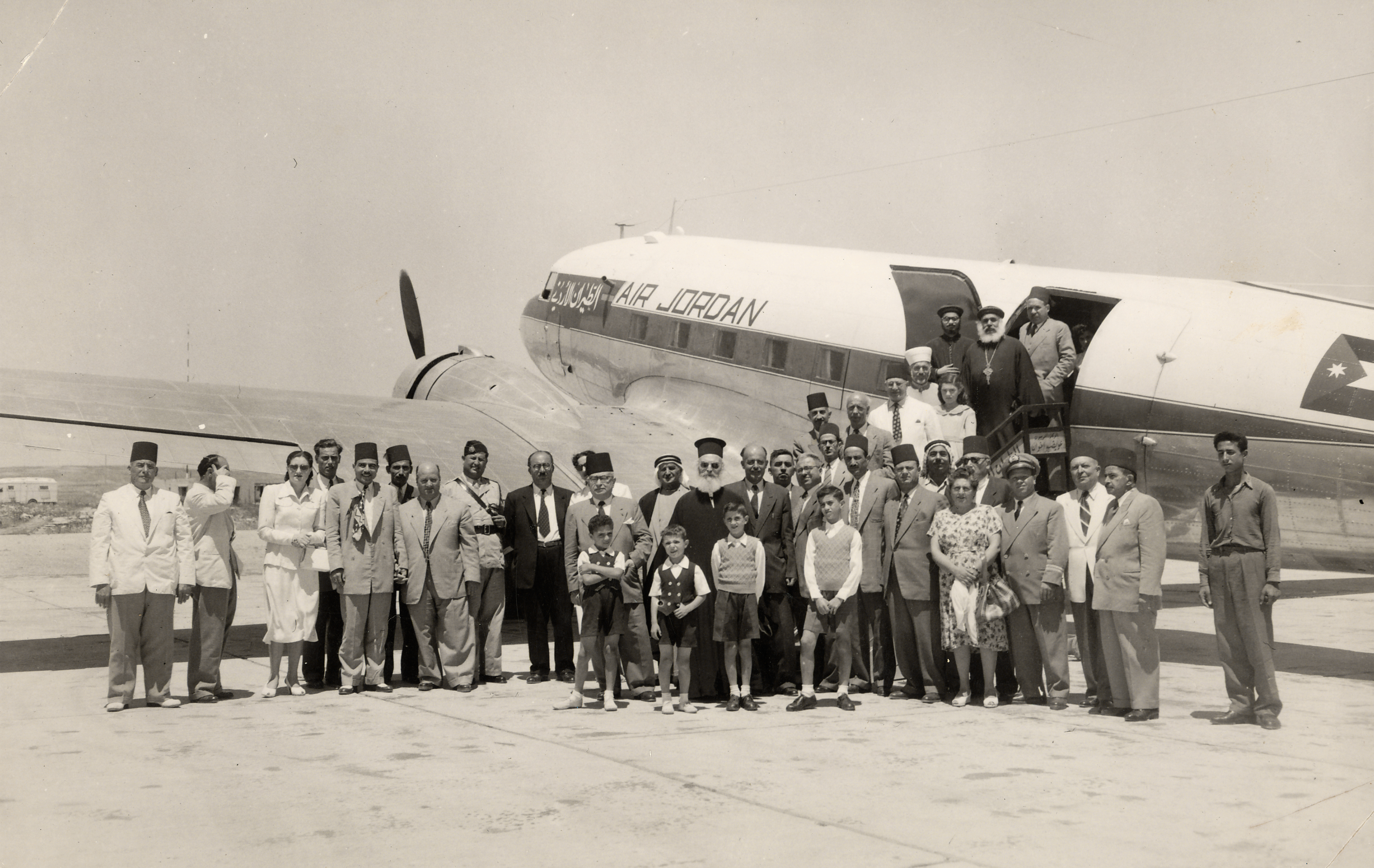
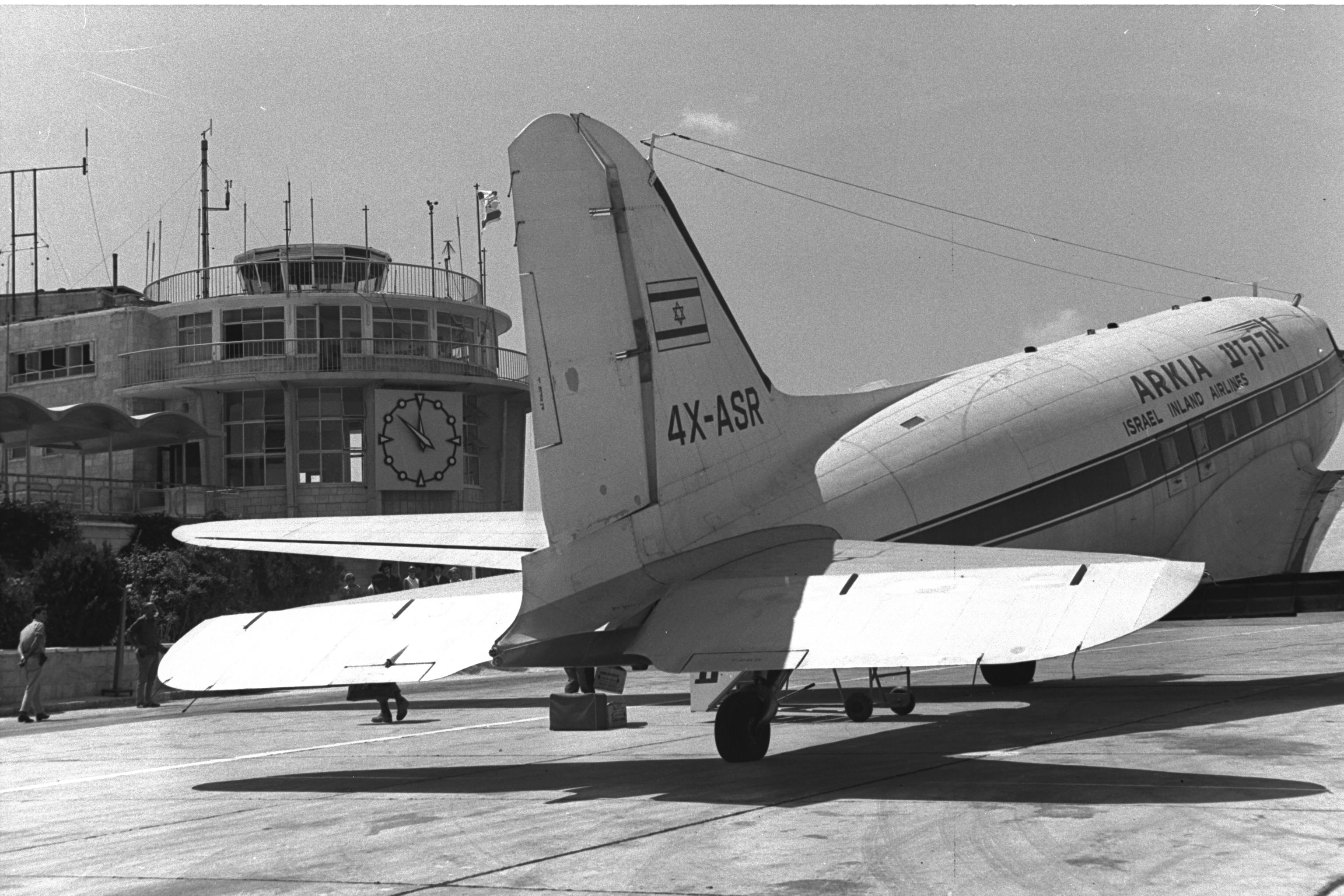
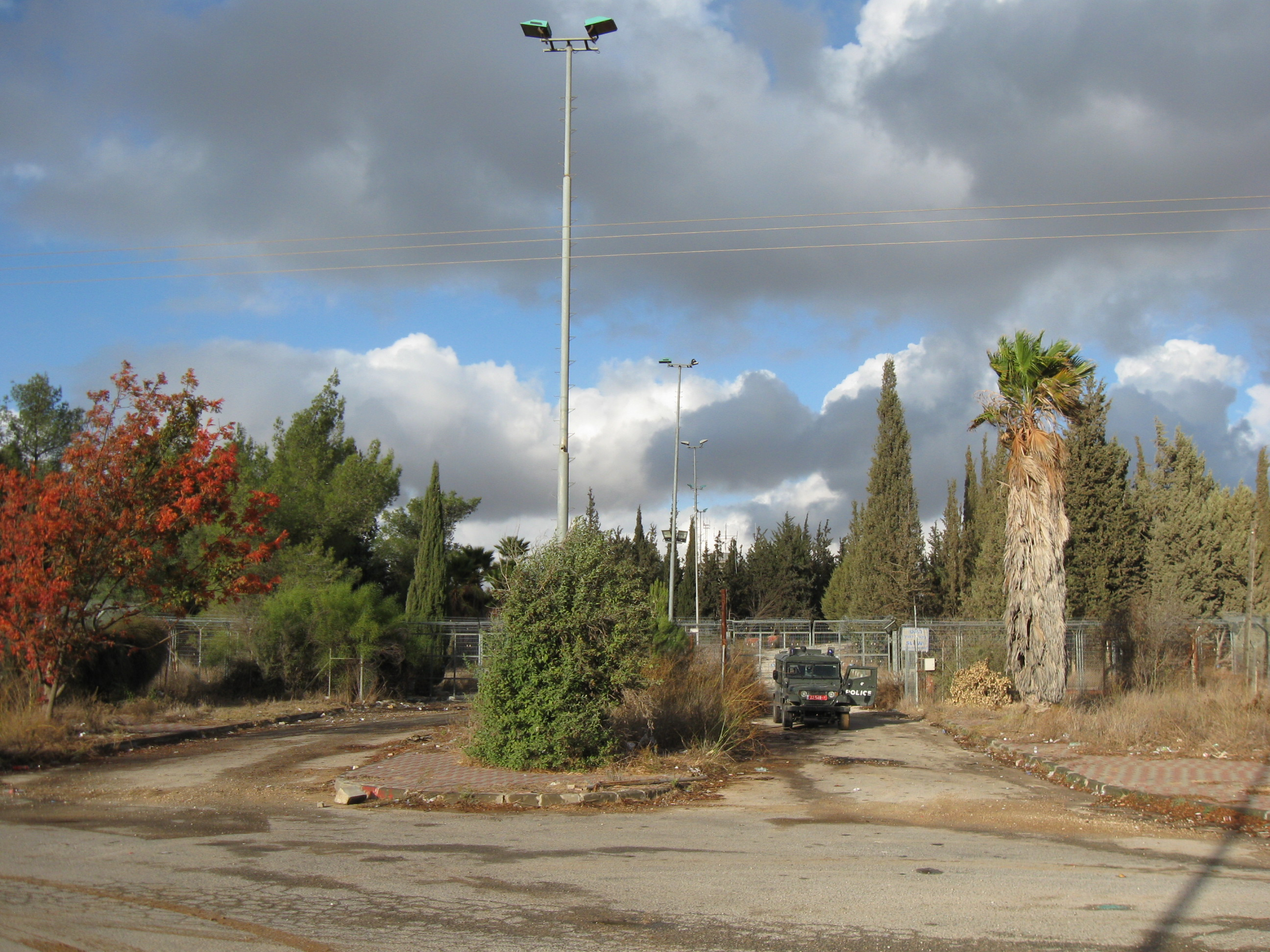